# Utopia (Queens)
Pour les articles homonymes, voir Utopia (homonymie).
Utopia est un quartier de la municipalité de New York, situé au sein de l’arrondissement du Queens. Utopia se trouve dans la partie sud-est de Fresh Meadows, et est bordé par l'Utopia Parkway (en) à l'ouest, la 73e Avenue au nord, la 188e Rue à l'est et l'Union Turnpike (en) au sud. Utopia fait partie du Queens Community Board 8 (en) et est souvent considérée comme faisant partie de Fresh Meadows, bien que le New York Times et le Département de l'urbanisme de la ville de New York délimitent Utopia comme un quartier distinct. Les habitants d'Utopia inclunent de nombreux Juifs conservateurs et orthodoxes, des Américains d'origine chinoise, coréenne, russe, indienne, hispanique et latino-américaine. Utopia se compose principalement de maisons et de rues bordées d'arbres.
Le terrain de jeu d'Utopia, de forme triangulaire, situé à l'angle d'Utopia Parkway et de la 73e Avenue, abritait autrefois l'école Black Stump, à l'époque où le quartier s'appelait encore Black Stump. L'école a ensuite été remplacée par la Black Stump Hook, Ladder, and Bucket Company, une caserne de pompiers volontaires. Aujourd'hui, on y trouve une aire de jeu, un terrain de softball, des terrains de basket-ball et des terrains de handball.
Utopia est bordé par les quartiers de Hillcrest à l'ouest, Fresh Meadows au nord et à l'est, et Jamaica Estates au sud. Utopia abrite également le Centre juif de Hillcrest et la Bibliothèque publique du Queens à Hillcrest, tous deux situés sur Union Turnpike.

## Histoire
Simon Freeman, Samuel Resler et Joseph Fried constituent la Utopia Land Company en 1903. L'année suivante, celle-ci achète 65 hectares de terrain situés entre les communautés de Jamaica et de Flushing,. La Utopia Land Company a l'intention de construire une communauté coopérative pour les familles juives désireuses de quitter le Lower East Side de Manhattan. Les rues allaient porter le nom de celles du Lower East Side, où la population juive était déjà nombreuse.
Après son acquisition initiale, l'entreprise n'est pas en mesure d'obtenir suffisamment de fonds pour poursuivre le développement de la zone. En 1909, 48 hectares du terrain sont vendus à Felix Isman de Philadelphie pour 350.000 dollars, soit l'équivalent de 11.400.000 dollars en 2022.
La zone reste agricole jusqu'en 1935, date à laquelle le terrain est acheté par la Gross-Morton Park Corporation, dirigée par George M. Gross, Alfred Gross et Lawrence Morton,. Gross-Morton avait de l'expérience dans la construction de lotissements résidentiels dans le Queens : il avait notamment développé le terrain de golf de Belleclaire à Bayside, autour de l'actuelle 48e Avenue et de la 211e Rue,. En 1937, la société achète 11 hectares de terres agricoles contiguës sur le côté sud de Black Stump Road (aujourd'hui la 73e Avenue) à la famille Klein. En 1939, elle achète 47 hectares de terres qui faisaient auparavant partie de la ferme de Klein et du domaine de Wigmore. Les terres comprenaient environ 1,6 km de terrain bordant Union Turnpike, sur lequel elle construit une quarantaine de magasins.
Sur les terrains achetés à Utopia, la Gross-Morton Park Corporation construit au début des années 1940 des maisons de style colonial et de style Cape Cod (en) avec deux ou trois chambres, chacune sur un terrain d'environ 370 m2. Arthur Allen est l'architecte de ces maisons,.
En 1938, Paul Roth achète la partie de la ferme de Klein située au nord de l'Union Turnpike, entre la 185e et la 188e rue, pour y construire 70 maisons.
La famille Batterman possédait et exploitait une ferme sur des terres délimitées par Union Turnpike, Utopia Parkway, la 75e Avenue et la 170e Rue. En 1938, la Foch Building Corporation achete le domaine des Batterman afin de le développer en un quartier résidentiel, nommé University Manor. La Foch Building Corporation avait précédemment construit 111 maisons dans ce qui est aujourd'hui St. Albans, dans le Queens.